# Joseph Girouard
Pour l’article homonyme, voir Girouard.
Joseph Girouard (8 avril 1854-29 mars 1933) est un notaire et un homme politique canadien.

## Biographie
Né à Saint-Benoît dans le Canada-Est, il étudia au Collège des Sulpiciens de Montréal. Qualifié pour la pratique du notariat en 1877, il pratique à Saint-Benoît.
Élu député du Parti conservateur dans la circonscription fédérale de Deux-Montagnes lors d'une élection partielle déclenchée après le décès du député Jean-Baptiste Daoust en 1892, il est défait en 1896 et de 1900 par le libéral Joseph Arthur Calixte Éthier.